# Lingua geographica
Als Lingua geographica oder Landkartenzunge wird eine harmlose Veränderung der Zungenoberfläche bezeichnet. Es handelt sich hierbei um eine Konstitutionsanomalie. Sie entsteht durch Abstoßung des Epithels der fadenförmigen Papillen der Zungenoberfläche (Papillae filiformes) und zeichnet sich durch runde oder girlandenförmige helle, rote oder rosafarbene Flecken mit grauweißen Säumen aus.

## Galerie

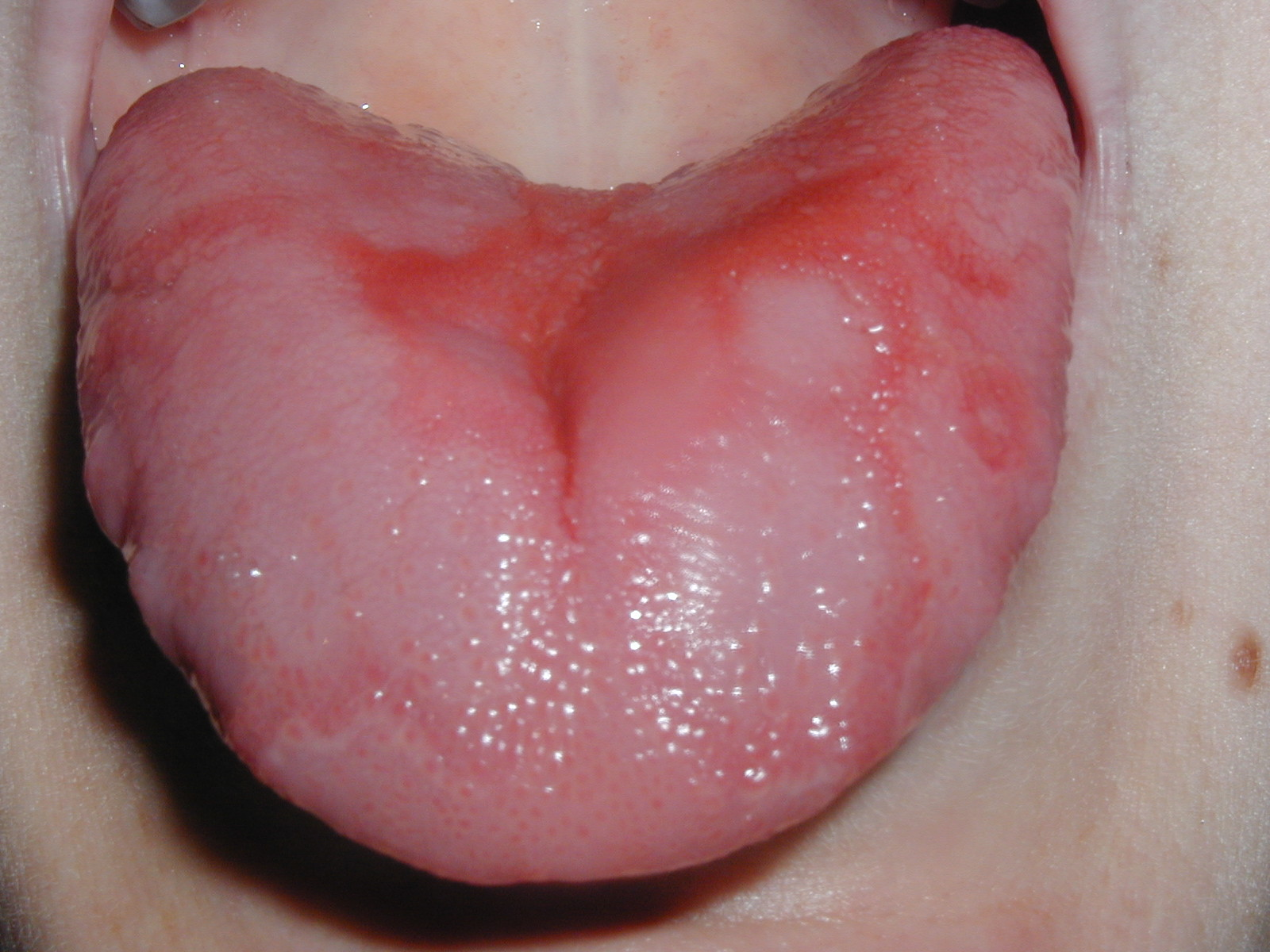
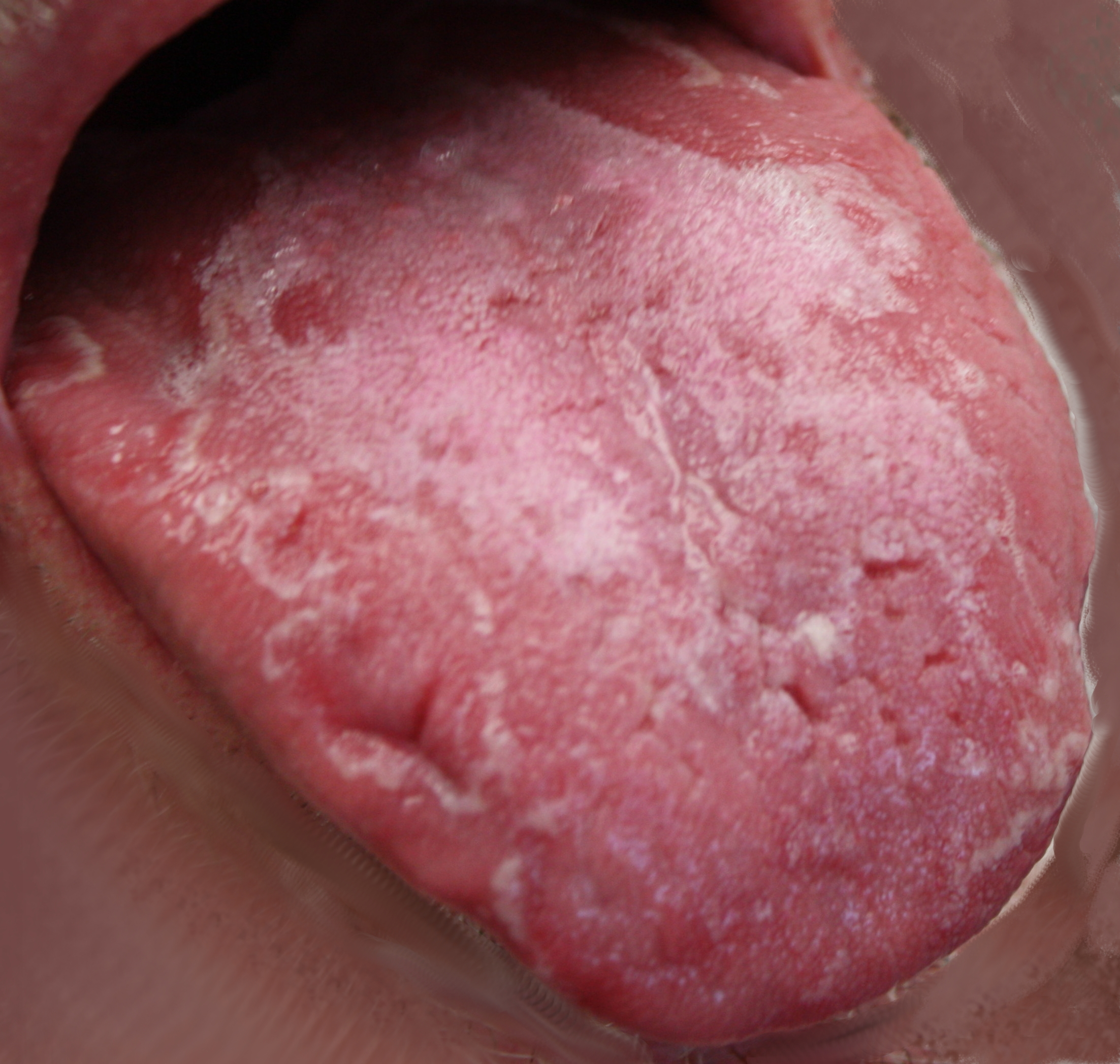
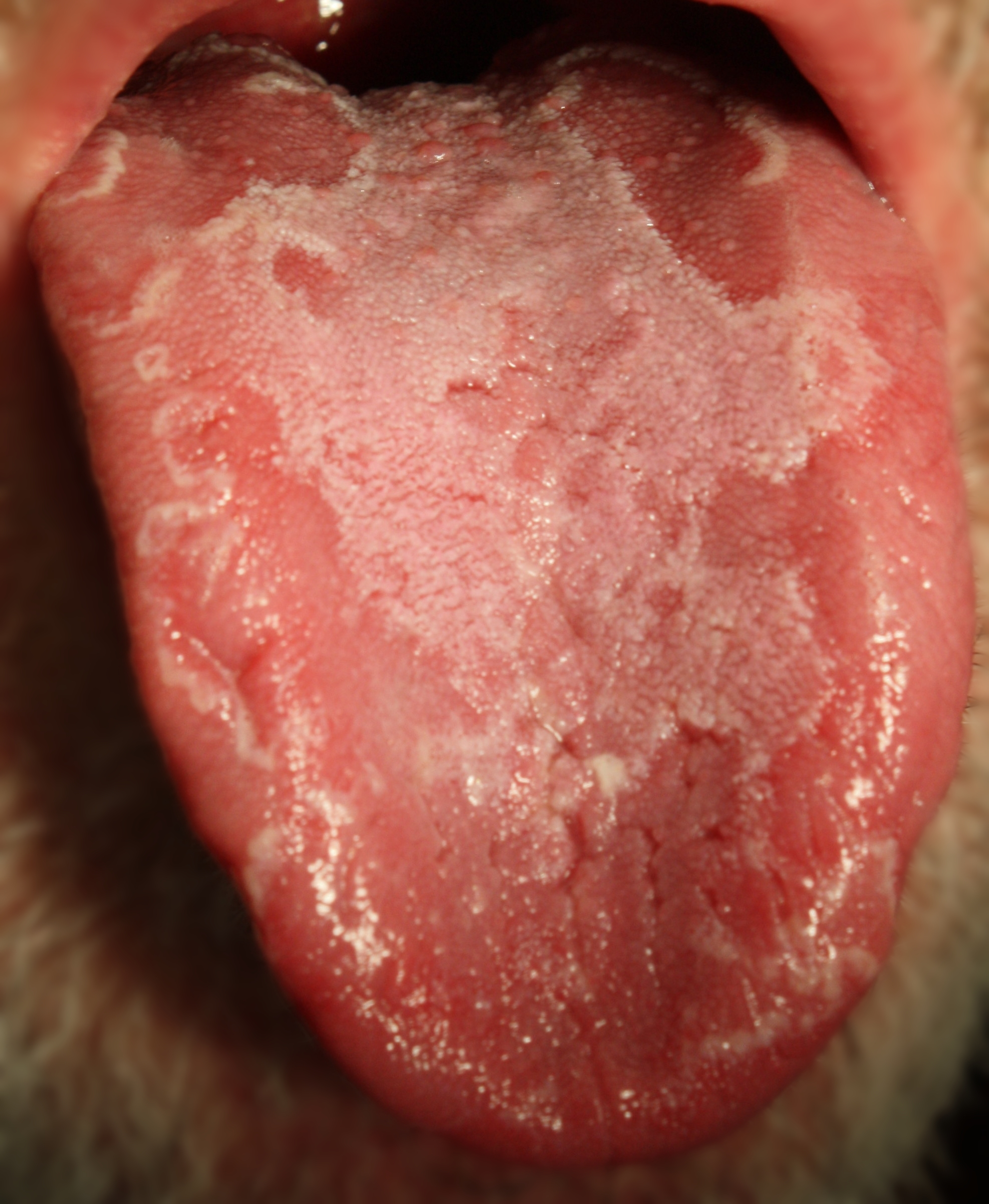
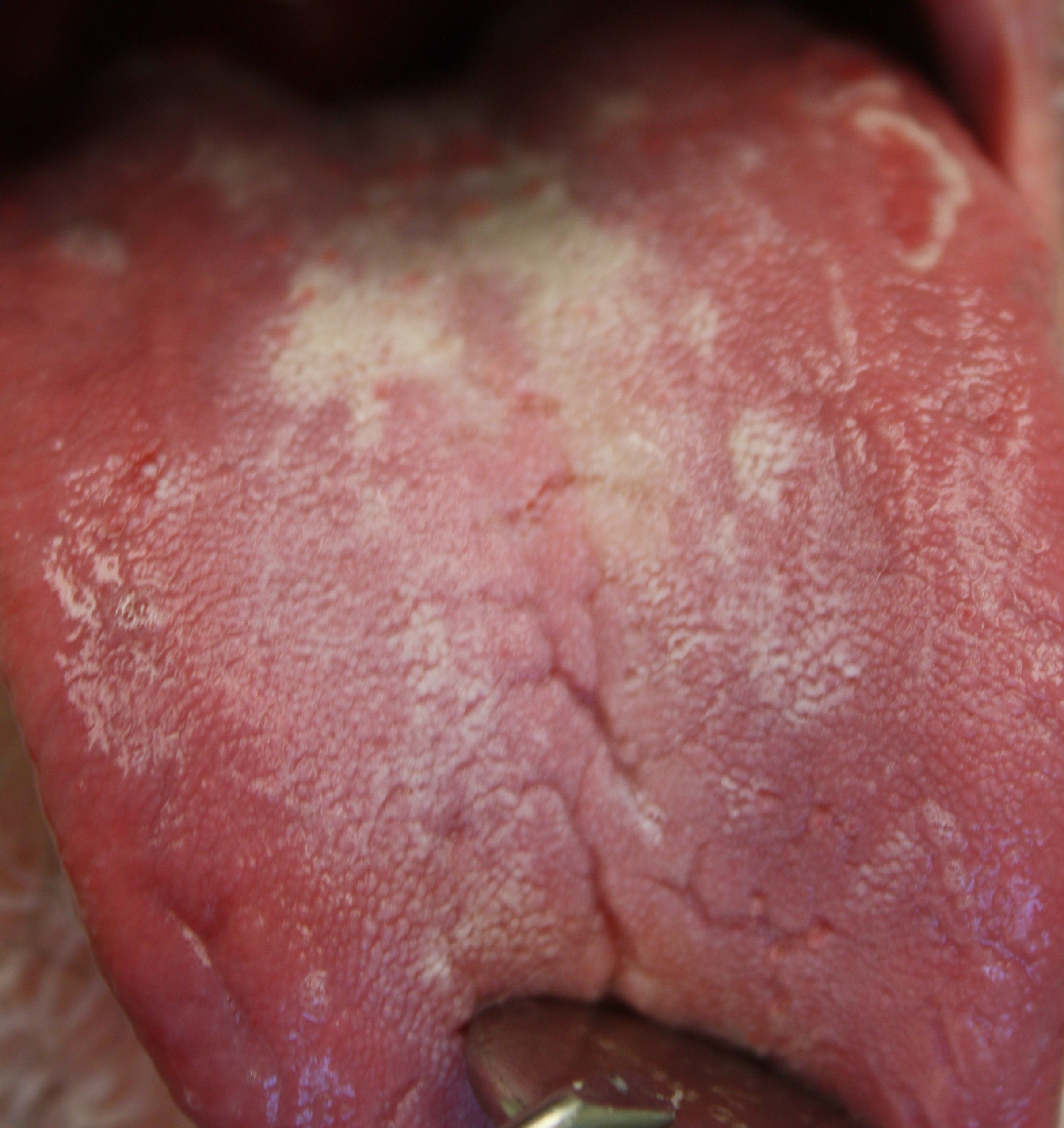
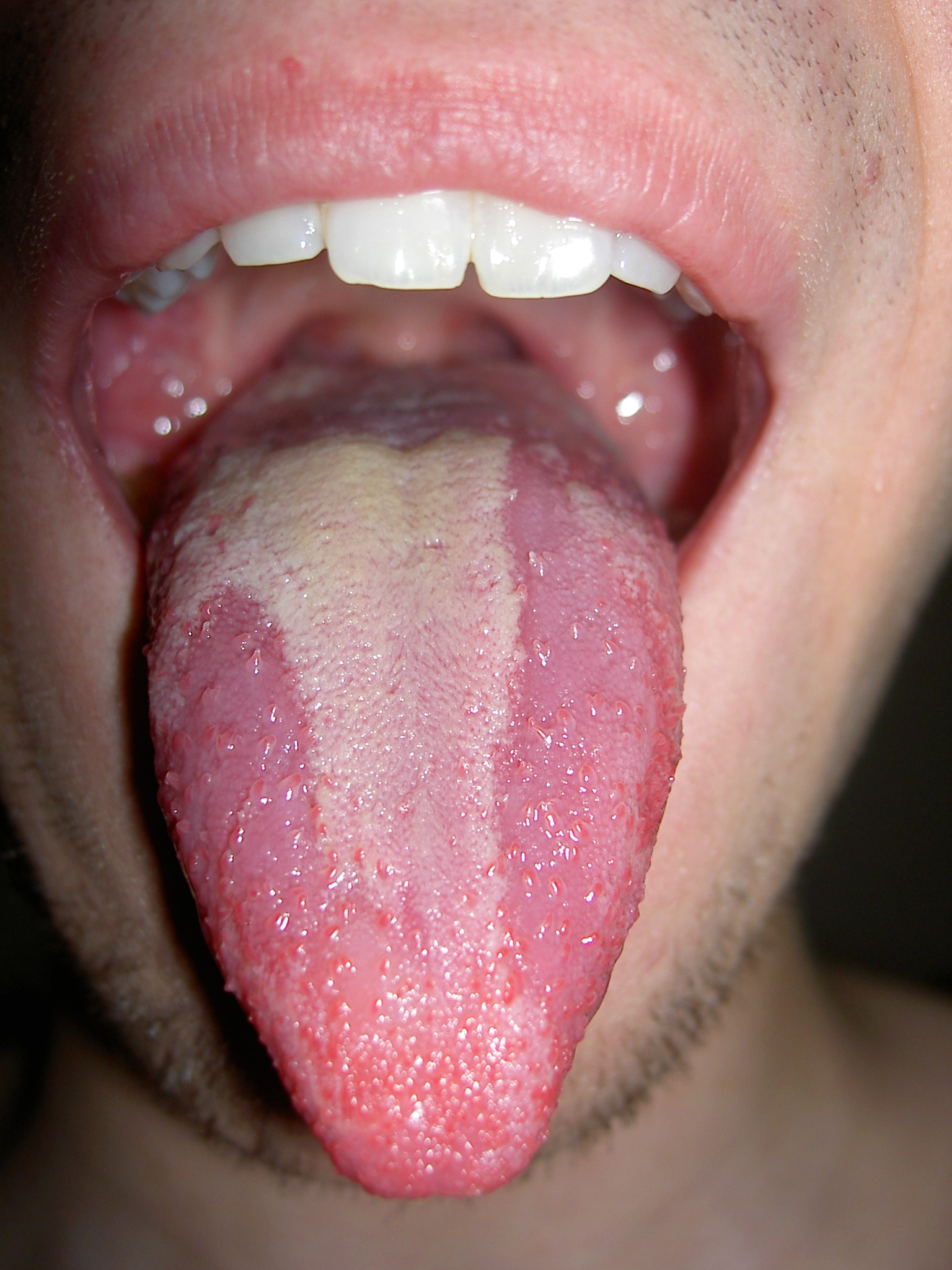
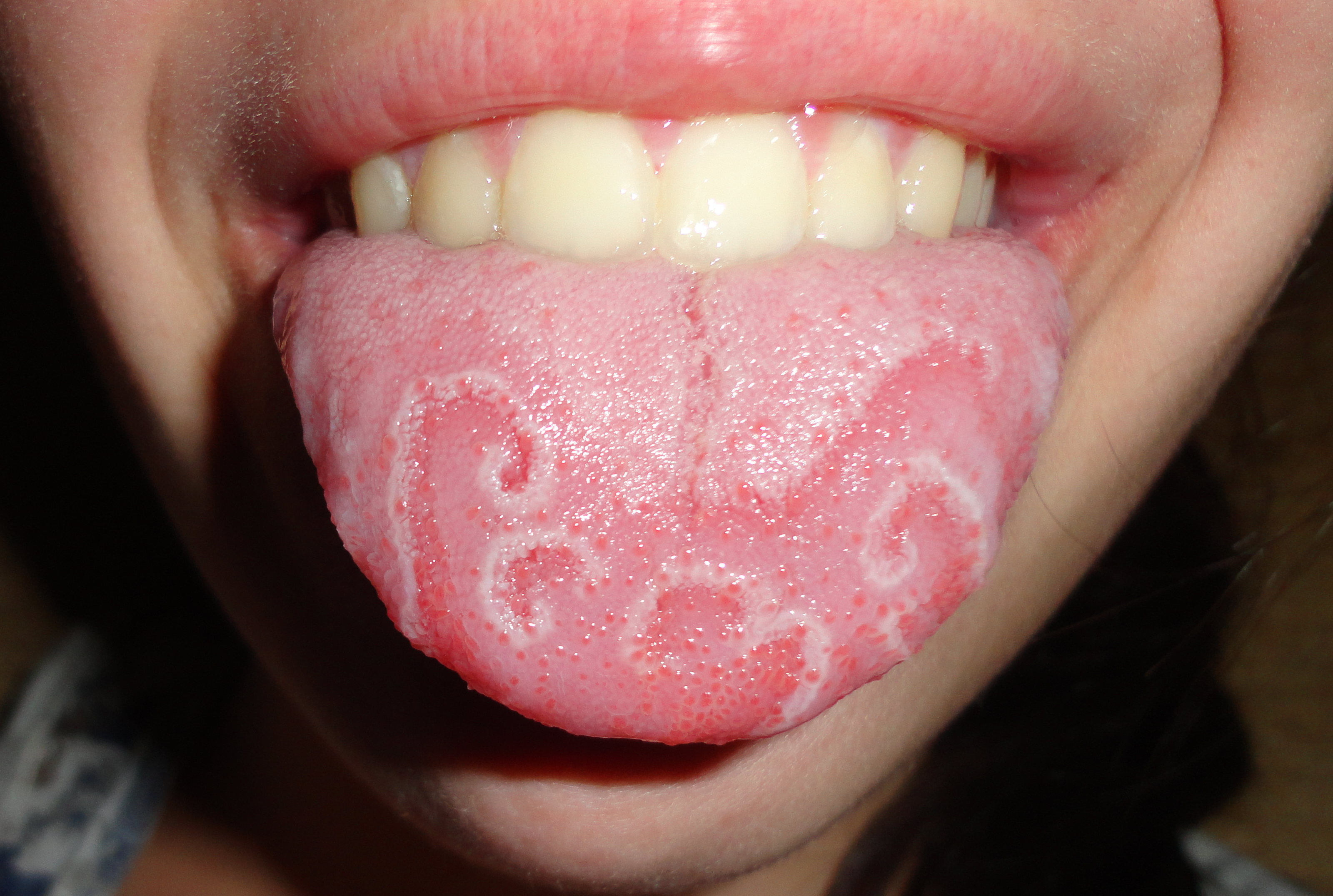